# Syberia
Syberia is een computerspel uit 2002 ontworpen door Benoît Sokal, ontwikkeld door Microïds, en uitgegeven bij The Adventure Company. Het spel volgt de protagonist Kate Walker, die probeert namens haar advocatenkantoor enkele zaken af te wikkelen, wat haar op een reis door Europa en Rusland brengt.
Syberia werd geprezen vanwege het grafische ontwerp en slimme script. Het spel bevat elementen van art nouveau en steampunk. De meeste apparaten in het spel worden aangedreven door mechanische kracht, zoals veren en tandwielen.
Het succes van Syberia zorgde voor een vervolg, Syberia II. Dat spel kwam uit in 2004 en vervolgde de verhaallijn waar het eerste deel is geëindigd.

## Spel
Syberia is een derde-persoons avonturenspel, waar de speler allerlei puzzels moet oplossen. Dit gebeurt door voorwerpen en aanwijzingen te verzamelen en deze te combineren tot de oplossing. Omdat het bij Syberia volledig om het verhaal gaat is het onmogelijk om dood te gaan in het spel, of vast komen te zitten op een bepaald punt, waardoor spelers zich volledig kunnen richten op de loop van het verhaal.

## Verhaal
In het spel volgt de speler het verhaal van de Amerikaanse advocate Kate Walker, die naar een Frans dorp wordt gestuurd om een overname af te wikkelen van een speelgoedfabriek. Eenmaal aangekomen komt Walker erachter dat de eigenaresse van de fabriek zojuist is overleden. Zij heeft een broer waarmee Kate Walker in contact moet komen om de zaken af te ronden. Onderweg komt Kate Walker de automaton Oscar tegen, die haar vergezelt. Haar missie brengt haar met een treinreis langs plaatsen in Centraal- en Oost-Europa, en uiteindelijk naar Rusland.
De titel Syberia slaat op een mythisch eiland waar mammoeten volgens zeggen nog leven.

### Plaatsen
De speler komt in het spel langs de volgende plaatsen:
- Valadilène
- Barrockstadt
- Komkolzgrad
- Aralbad

## Ontwikkeling
Het spel werd geheel ontwikkeld in Montreal (Canada), door een team van 35 mensen. Voor het spel werd de Virtools Development Environment gebruikt. Benoît Sokal gaf tijdens een interview aan dat het ontwikkelteam er slechts één spel van wilde maken, maar hier uiteindelijk van afzag omdat het verhaal te uitgebreid was.
Sokal's eerdere spel, Amerzone, speelt zich in dezelfde fictieve wereld af, en Syberia bevat enkele referenties hiernaar.